# Чебоксаров, Михаил Николаевич
Михаил Николаевич Чебоксаров (1878—1932) — советский российский терапевт, доктор медицины (1910), профессор (1917), ректор Казанского университета (1922—1923).

## Биография
Родился 27 мая 1878 года в Симбирске. В 1903 году с отличием окончил медицинский факультет Казанского университета. Проходил стажировку в клиниках Германии. В 1906 году избран сверхштатным ординатором кафедры факультетской терапии, руководимой А. Н. Казем-Беком. После окончания ординатуры был оставлен на кафедре. В 1910 году защитил докторскую диссертацию на тему «О секреторных нервах надпочечников» (научный руководитель Н. А. Миславский). С 1911 работал ассистентом, затем приват-доцентом на кафедре врачебной диагностики с пропедевтической клиникой медицинского факультета Казанского университета. В 1917 году стал заведующим этой кафедрой. С 1920 года и до конца жизни заведовал кафедрой факультетской терапии. С августа 1922 по ноябрь 1923 года был ректором Казанского университета. Неоднократно избирался деканом медицинского факультета.

## Научная деятельность
Опубликовал свыше 50 научных работ, большая часть из которых посвящена эндокринологии. В своей докторской диссертации он установил зависимость отделительной функции надпочечников от специальных секреторных нервов. В 1925 году благодаря исследованиям, проведённым вместе со своим учеником 3. И. Малкиным, установил принцип ауторегуляции во взаимодействии между гормонами надпочечников и поджелудочной железы. В сферу научных интересов Чебоксарова также входили проблема атеросклероза, вопросы нефрологии и гастроэнтерологии. Он дал чёткую характеристику пилородуоденита.

### Сочинения
- К учению об экспериментальном артериосклерозе, Казанск. мед. журн., т. 9, май-июнь, с. 247, 1909;
- О секреторных нервах надпочечников, дисс., Казань, 1910;
- К клинике сердечных блоков, Казанск. мед. журн., № 1, с. 23, 1926 (совм. с Самойловым А. Ф.);
- О пилоро-дуоденитах, там же, № 12, с. 1285, 1928;
- К вопросу о функциональной диагностике надпочечников, там же, № 1, с. 30, 1929 (совм. с Малкиным 3. И.);
- Аэрофагия, Сб. трудов факультетск. тер. клин., посвящен. 125-летию Казанск. ун-та, с. 160, Казань, 1930.

## Адреса
В Казани:
- Лядская улица, дом Сушенцова.[5]